# Ковачевич, Александар (шахматист)
Александар Ковачевич (серб. Александар Ковачевић; род. 11 февраля 1974, Сербия) — сербский шахматист, гроссмейстер (2000).
Чемпион Югославии 2001 года (совместно с Б. Дамляновичем, Н. Остоичем и Д. Пикулой).
В составах сборных Югославии и Сербии участник 5-и Олимпиад (2000—2004 — за Югославию, 2008—2010 — за Сербию).

## Изменения рейтинга
| Графики недоступны из-за технических проблем. См. информацию на Фабрикаторе и на mediawiki.org. |